# Zente
A Zente régi magyar személynév, a szent szó származéka, eredeti kiejtése illetve helyes olvasata is Szente (mivel a régi magyar helyesírásban az SZ hangot még Z betű jelölte). Jelentése jámbor, vallásos.

## Gyakorisága
Az 1990-es években szórványos név, a 2000-es években nem szerepel a 100 leggyakoribb férfinév között.

## Névnapok
ajánlott névnap
- december 23.[2]